# Felipe Centeno
Felipe Centeno fue un político argentino, que ocupó el cargo de Gobernador del Territorio Nacional de La Pampa entre el 28 de agosto de 1908 y el 4 de septiembre de 1917, siendo uno de los gobiernos más prolongados en la historia de La Pampa.
Nació en Córdoba, donde casó en 1884 con Adela Roque. Militó en partidos conservadores y fue Diputado Nacional por su provincia entre 1900 y 1904, y secretario de Hacienda de la Municipalidad de Buenos Aires. Mientras era diputado nacional, visitó el territorio pampeano para realizar un informe en 1903 y dictaminó el traslado de la capital del territorio de General Acha a Santa Rosa.
En 1908 es nombrado como Gobernador del Territorio de La Pampa, cesando en 1917. Su gestión se destacó por la suba demográfica y de producción, y por las obras para la mejora de los servicios públicos. Centeno gobernó hasta el 4 de septiembre de 1917, cuando su administración fue intervenida por el gobierno radical.